# Testes de função hepática
Testes de função hepática ou hepatograma são diversas avaliações laboratoriais bioquímicas clínicas realizadas para fornecer informação sobre o estado do fígado de um paciente. A maioria das doenças hepáticas apresenta apenas sinais leves e inespecíficos iniciais, o que torna esses testes vitais para que tais doenças sejam detectadas precocemente. O envolvimento do fígado em algumas doenças pode ser de importância crucial. Estes testes são realizados através de amostra obtida do sangue do paciente.

## Exames gerais do fígado

### Albumina (Alb)
Albumina é uma proteína sintetizada exclusivamente pelo fígado, e pode ser medida de forma barata e fácil. É o principal constituinte da proteína total; a fração restante é chamada de globulina (incluindo as imunoglobulinas). Os níveis de albumina são reduzidos em doenças crônicas do fígado, como a cirrose. Também se mostram baixos na síndrome nefrótica, em que a albumina é perdida através da urina. Desnutrição ou estado de catabolismo de proteína também podem levar a uma hipoalbuminemia. A meia-vida da albumina é aproximadamente 20 dias. As albuminas não são consideradas um fator muito especial para detectar a função hepática, já que os fatores de coagulação são muito mais sensíveis. A taxa de referência é de 30-50 g/L (ou 3,3-4,6 g/dL).

### Alanina transaminase (ALT)
Alanina transaminase (ALT), também chamada transaminase glutâmica pirúvica sérica (SGPT ou TGP) ou alanina aminotransferase (ALAT), é uma enzima presente nos hepatócitos (células do fígado). Quando há lesão celular, a ALT atinge a corrente sanguínea e seus níveis séricos podem, portanto, ser mensurados.. A ALT aumenta drasticamente em lesões hepáticas agudas, como na hepatite viral ou overdose de paracetamol. As elevações são geralmente medidas em múltiplos do limite máximo do normal (ULN). A taxa de referência é de 0 - 50 U/L na maioria dos laboratórios.

### Aspartato transaminase (AST)
Aspartato transaminase (AST), também chamada de transaminase glutâmica oxalacética sérica (SGOT ou TGO) ou aspartato aminotransferase (ASAT), é similar à ALT de modo que é outra enzima associada às células parenquimais do fígado. Está aumentada na lesão hepática aguda, mas também está presente nas hemácias e músculos esqueléticos e cardíacos, não sendo então uma enzima específica do fígado. A proporção entre a AST e a ALT é às vezes útil para diferenciar as causas da lesão hepática. A taxa de referência é de 0-45 U/L na maioria dos laboratórios.

### Fosfatase alcalina (FAL ou ALP)
Fosfatase alcalina (FAL ou ALP) é uma enzima presente nas células que delineam os ductos biliares do fígado. Os níveis de FAL no plasma irão aumentar com grandes obstruções do ducto biliar, colestase intrahepática ou doenças infiltrativas do fígado. FAL está presente no tecido ósseo e placentário, então ela está aumentada em crianças em crescimento (já que seus ossos estão sendo remodelados). A taxa de referência geralmente é 40-150 U/L.

### Bilirrubina total (TBIL)
Bilirrubina é um produto da quebra do heme (uma parte da hemoglobina nas hemácias). O fígado é responsável por limpar a bilirrubina do sangue. Ele faz isso através do seguinte mecanismo: a bilirrubina é absorvida nos hepatócitos, conjugada (modificada para tornar-se solúvel em água), e secretada na bile, que é excretada dentro do intestino.
O aumento da bilirrubina total causa icterícia e pode ser um sinal de diversos problemas:
- 1. Produção aumentada de bilirrubina. Isto pode ocorrer por diversas causas, entre elas anemias hemolíticas e hemorragia interna.
- 2. Problemas com o fígado, que são apresentados como deficiências no metabolismo da bilirrubina (e.g. hepatócito com deficiências, conjugação da bilirrubina deficiente e secreção de bilirrubina pelo hepatócito reduzida). Alguns exemplos poderiam ser a cirrose e a hepatite viral.
- 3. Obstrução dos ductos biliares, apresentada como deficiências na excreção da bilirrubina. (a obstrução pode ser localizada no fígado ou fora dele).

O diagnóstico é direcionado ao se examinar os níveis de bilirrubina direta.
- Se a bilirrubina direta (conjugada) é normal, então o problema é um excesso de bilirrubina não conjugada. Pode haver suspeita de hemólise, hepatite viral ou cirrose.
- Se a bilirrubina direta estiver elevada, então o fígado está conjugando a bilirrubina normalmente, mas não está sendo capaz de excretá-la. Pode haver suspeita de obstrução do ducto biliar por câncer ou pedras na vesícula biliar.

### Gamaglutamiltranspeptidase
Embora razoavelmente específica para o fígado e ser um marcador mais sensível para lesões colestáticas que a ALP, a gamaglutamiltranspeptidase (GGT ou gama GT) pode estar elevada até mesmo em pequenos níveis subclínicos de disfunção hepática. Ela também pode ser útil em identificar a causa de uma elevação isolada da ALP. A GGT está aumentada em casos de toxicidade alcoólica (aguda e crônica). Em alguns laboratórios, a GGT não faz parte dos testes de função hepática padrões e deve ser solicitada especificamente.

## Outros testes geralmente requisitados junto

### 5' nucleotidase (5'NTD)
5' nucleotidase é outro teste específico para diagnóstico de colestase ou lesão ao sistema biliar intra ou extra-hepático, e em alguns laboratórios, é usada como um substituto para a GGT para descobrir se um nível elevado de ALP é de origem biliar ou extrabiliar.

### Testes de coagulação (e.g. INR)
O fígado é responsável pela produção dos fatores de coagulação. A relação normatizada internacional (INR ou RNI) mede a velocidade de uma via particular de coagulação, comparando-a com a velocidade normal. Se a INR está aumentada, significa que está se levando mais tempo que o normal para o sangue coagular. A INR estará aumentada somente se o fígado estiver tão lesado a ponto da síntese dos fatores de coagulação dependentes de vitamina K estiver prejudicada: não é uma maneira sensível de se medir a função hepática.
É muito importante normalizar o INR antes de operar pessoas com problemas hepáticos (geralmente através de transfusão com plasma sanguíneo contendo os fatores deficientes), já que elas poderiam sangrar excessivamente.

### Glicose sérica (Gli)
A habilidade do fígado em produzir glicose (gliconeogênese) é geralmente a última função a ser perdida em uma falência hepática fulminante.

### Lactato desidrogenase (LDH)
A lactato desidrogenase é uma proteína que se eleva no caso de lesão hepática, mas que também está presente em pequenas quantidades por diversos outros órgãos. Os níveis elevados de LDH também podem significar insuficiência cardíaca, hipotireoidismo, anemia hemolítica, pré-eclâmpsia, meningite, encefalite, pancreatite aguda, HIV, doença pulmonar ou câncer. 

## Indicações
Sintomatologia que indique lesão hepática inclui:
- Urina escura (hematúria) ou fezes de cor clara (por cálculos biliares)
- Barriga inchada (ascite)
- Fraqueza e cansaço (astenia)
- Olhos ou pele amareladas (icterícia)
- Transtornos de coagulação

Outros motivos para pedir um hepatograma incluem:
- Alcoolismo
- Uso de medicamentos hepatotóxicos
- Uso de ervas ou fungos hepatotóxicos
- Doenças hepáticas genéticas
- Hemocromatose e doença de Wilson
- Gravidez
- Obesidade e diabetes